# 순욱 (서진)
순욱(荀勖, ? ~ 289년)은 중국 삼국시대 위와 서진 시대의 관료로, 자는 공증(公曾) 또는 공로(公魯)이며, 예주 영천군 영음현(潁陰縣) 사람이다. 어머니는 종회의 누이이다.

## 생애
위(魏)나라의 신하였으나, 사마소의 측근이 되어 왕위 찬탈 계획에 협조하였다.
263년, 사마소가 촉한을 공략할 때 대장을 누구로 삼을 것인지 묻자 등애와 종회를 천거하였다. 265년, 사마염이 황제가 되었을 때(무제) 가충·왕침·양호·배수 등과 함께 중심 역할을 맡았으며, 무제의 총애를 받았다. 양호가 동오를 정벌할 것을 주장하자 가충과 함께 이에 반대하였다. 또한 진의 제도인 〈태시율령〉(泰始律令)의 제정에 관여하는 등 무제의 정치에 공헌하였다. 동료 장화가 진수의 재능을 높이 평가하여 그를 승진시킬 것을 무제에게 상주하였을 때, 진수가 저술한 《위지》(魏志)의 내용에 불만을 품고 무제에게 참언하여 진수를 한직으로 내쫓았다. 또한 음악에도 조예가 있었던 순욱은 음률에 대해 완함과 논쟁을 벌였는데, 완함의 상대가 되지 못하자 이에 불만을 품어 완함도 한직으로 내쫓았다.
이후에도 무제의 최측근으로 중용되었으나, 거만한 태도 등으로 인하여 결국 무제의 총애를 잃어 상서(尙書)로 승진하고도 정치적으로 소외되었다. 마지막에는 의동삼사(儀同三司 : 삼공 다음가는 벼슬)의 대우를 받았으나 정치 일선에서 소외되어 실의에 빠져 쓰러졌고, 289년에 죽었다.

## 평가
정적에 대한 참언과, 무제에게 아첨한 것 등으로 인하여 《진서》에서는 흉신(凶臣)으로 묘사되어있다.

## 가계

### 관련 인물
순심　순연　순욱(荀彧)　순유　순황

## 같이 보기
- 삼국지 인물 목록
- 방현령
- 사마광